# Miloslav Verner
Miloslav Verner (25. června 1938 – 18. prosince 2018) byl československý motocyklový závodník, reprezentant v ploché dráze. Jeho synovci byli plochodrážní závodníci Václav Verner a Jan Verner. Jeho vnukem je plochodrážní závodník Filip Šitera. Po skončení aktivní kariéry působil jako sportovní funkcionář.

## Závodní kariéra
V kontinentálním finále Mistrovství světa jednotlivců na ploché dráze startoval v letech 1967 v Kemptenu (13. místo) a 1973 v Leningradu (12. místo). Ve finále Mistrovství světa na dlouhé ploché dráze v roce 1970 skončil na 13. místě. Ve finále Mistrovství světa družstev na ploché dráze v roce 1968 v Londýně (s Antonínem Kasperem, Lubošem Tomíčkem, Janem Holubem a Jaroslavem Volfem) skončil na 4. místě. Stejně skončil opět v Londýně 1970, tentokrát s ním byli v týmu Václav Verner, Jiří Štancl, Zdeněk Majstr a Jan Holub. V Mistrovství Československa na ploché dráze skončil nejlépe v roce 1971 na 3. místě. Ve Zlaté přilbě skončil v roce 1969 na 3. místě a v roce 1970 na 2. místě.

## Mistrovství Československa jednotlivců na klasické ploché dráze
- 1963 – 14. místo
- 1964 – 16. místo
- 1965 – 15. místo
- 1966 – 9. místo
- 1967 – 9. místo
- 1968 – 6. místo
- 1969 – 6. místo
- 1970 – 5. místo
- 1971 – 3. místo
- 1972 – 7. místo
- 1973 – 10. místo
- 1974 – 4. místo